# 逢えないせつなさと
「逢えないせつなさと」（あえないせつなさと）は、杏里39枚目のシングル。1999年5月21日発売。発売元はフォーライフ・レコード。

## 解説
- 「逢えないせつなさと」は、フジテレビ系「ウチくる!?」エンディングテーマ。C/W曲「Love Songが聞こえる」は「劇場版 天地無用! in LOVE2 遙かなる想い」主題歌[1]。
- デビュー以来在籍していた、フォーライフ・レコードから発売された最後のシングル。

## 収録曲
作曲：ANRI
1. 逢えないせつなさと
  - 作詞：西尾佐栄子　編曲：Mark Portmann

フジテレビ系「ウチくる!?」エンディングテーマ
2. Love Songが聞こえる
  - 作詞：吉元由美　編曲：小倉泰治

「劇場版 天地無用! in LOVE2 遙かなる想い」主題歌
3. 逢えないせつなさと（Instrumental）
4. Love Songが聞こえる（Instrumental）

## 関連作品
- EVER BLUE (杏里のアルバム)
- Anri The Best